# Manuel Afonso do Paço

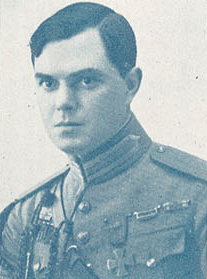
Afonso do Paço

Manuel Afonso do Paço (Outeiro, Viana do Castelo, 30 de novembro de 1895 — 1968) foi tenente-coronel do Exército Português e um dos mais prestigiados arqueólogos portugueses.

## Biografia
Nasceu em 30 de Novembro de 1895 na freguesia de Outeiro, Viana do Castelo. Tirou o curso do Liceu em Viana do Castelo e Braga de 1908 a 1915 matriculando-se de seguida no curso de Filologia Românica na Faculdade de Letras da Universidade de Lisboa. Porém, em 15 de Maio de 1917 foi incorporado no exército como Aspirante a Oficial Miliciano. Tomou parte na Batalha do Lys, em 9 de Abril de 1918, pertencendo já ao 4º Grupo de Metralhadoras Pesadas. Foi aprisionado pelo Alemães e libertado em 28 de Dezembro de 1918.
Regressou a Portugal em 16 de Janeiro de 1919. De 1919 a 1921 serviu como oficial na Guarda Nacional Republicana tendo sido ajudante de campo do Coronel Francisco António Baptista e do General Ernesto Maria Vieira da Rocha. Foi, em 1925, professor provisório no Colégio Militar (Portugal) passando de seguida por desempenhar funções como Tesoureiro da Inspecção do Serviço Telegráfico Militar. Foi ainda Chefe da Contabilidade do Batalhão de Telegrafistas (Braga). Reformou-se da vida militar como o posto de tenente-coronel.
Foi em 1929 que deu início à actividade que seria a sua verdadeira paixão que durou até ao fim da sua vida. Deve-se ao Tenente-Coronel Afonso do Paço uma série de investigações arqueológicas que são hoje padrões indispensáveis para e poder aquilatar da vida de populações remotas que habitaram o solo português. 
As explorações arqueológicas no Castro de Vila Nova de São Pedro projectaram-no internacionalmente e colocaram o seu nome na lista dos melhores arqueólogos de campo da época.
Ficaria conhecido também pelas duas expedições arqueológicas (1958 e 1960) no sítio onde se deu a Batalha de Aljubarrota, Campo de São Jorge, e onde, segundo alguns relatos de cronistas históricos, teriam existido algumas estruturas de defesa acessória no terreno de batalha. Identificaram-se cerca de 830 estruturas denominadas "covas de lobo", junto à Capela de São Jorge, num total de quarenta filas, entre os 60 e 80 metros de comprimento. Para além destas armadilhas para a cavalaria, identificaram-se também quatro grandes fossos principais.
Encontra-se colaboração da sua autoria na Revista de Arqueologia  (1932-1938).

## Obras
- Gírias Militares Portuguesas, Porto: (1926)
- Cartas às Madrinhas de Guerra, Porto: (1929)
- Da necessidade da criação do Museu de Etnografia, in Trabalhos do 1º Congresso Nacional de Antropologia Colonial, Porto: (1934)
- As Comunicações Militares de Relação em Portugal - Subsídios para a sua história, Lisboa (1938)
- Necrópole de Alapria, Lisboa: Academia Portuguesa da História (1955)
- Tesouro Monetário da Citânia de Sanfins, Lisboa: Academia Portuguesa da História (1955)
- Castro de Vila Nova de S. Pedro : campanha de escavações de 1956, Lisboa: Academia Portuguesa da História (1955)